# تپه پاکله (سرتپه)
تپه پاکله (سرتپه) در شهرستان شازند، روستای بهمنی واقع شده و این اثر در تاریخ ۹ اردیبهشت ۱۳۸۲ با شمارهٔ ثبت ۸۵۷۶ به‌عنوان یکی از آثار ملی ایران به ثبت رسیده است.